# Гасанов, Парвиз Хосров оглы
Гасанов Парвиз Хосров оглы (азерб. Pərviz Xosrov oğlu Həsənov; 15 апреля 1923, Баку — 17 марта 2002); — азербайджанский спортсмен, заслуженный деятель физической культуры и спорта Азербайджанской Республики, международный судья по академической гребле.

## Биография
Парвиз Хосров оглы Гасанов родился 15 апреля 1923 года в Баку. В годы Великой Отечественной войны служил в Советской армии, где проявил себя как командир взвода и был награждён орденами и медалями.
Парвиз Хосров оглы Гасанов скончался 17 марта 2002 года в возрасте 78 лет.

## Спортивная карьера
После войны Гасанов активно занимался различными видами спорта. В 1947 году стал членом баскетбольной команды общества «Динамо», с которой выиграл чемпионат Баку. В 1947—1958 годах выступал за волейбольную команду «Большевик», а в 1957 году стал её тренером, приведя команду к чемпионству Азербайджанской ССР.
С 1963 года Гасанов сосредоточился на академической гребле, став председателем Спортивного совета города Мингечевир и инициатором строительства Олимпийской базы по академической гребле «Кюр». Он был главным тренером сборных команд Азербайджанской ССР и СССР по академической гребле, подготовивших множество чемпионов и призёров.

## Награды и достижения
Гасанов был награждён орденами и медалями, включая ордена Отечественной войны I и II степени, а также 13 медалей. В 1980 году на XXII летних Олимпийских играх в Москве он был судьёй в соревнованиях по академической гребле.